# Aeroporto di Severoural'sk
L'Aeroporto di Severoural'sk (in russo: Аэропорт Североуральск) o Aeroporto di Čeremuchovo (codice ICAO: USSE) è un aeroporto nazionale regionale della Russia.

## Posizione geografica
L'Aeroporto di Severoural'sk è situato a 6 chilometri a sud-est della città di Severoural'sk di 33 000 abitanti (2006), nell'Oblast' di Sverdlovsk a 512 km a nord di Ekaterinburg.

## Strategia
L'Aeroporto di Severoural'sk serve solo le compagnie aeree russi ed i voli charter e si trova a 184 metri sul livello del mare. L'aeroporto di Severoural'sk serve anche le vicine cittadine di Serov e Krasnotur'insk.

## Dati tecnici
L'Aeroporto di Severoural'sk è dotato attualmente di una pista attiva. La lunghezza della pista attiva è di 1,438 m x 35 m.
L'aeroporto è equipaggiato per la manutenzione, l'atterraggio/decollo degli aerei: Antonov An-2, Antonov An-24, Antonov An-26, Antonov An-28, Yakovlev Yak-40, Yakovlev Yak-42.